# ケカル
ケカル (Kekal) は、1995年にインドネシアで結成されたエクストリーム・メタルバンド。バンド名はインドネシア語で永遠や不死の意。同じ名前のバンドが既に存在しないようにインドネシア語でバンド名をつけたという。"8"と初期の三枚のアルバム以外のほとんどの音源はクリエイティブ・コモンズのもとで、表示・非営利・改変禁止という条件のもと無料で配布されている。

## 略歴
1995年、ジャカルタで結成。
2009年、すべてのメンバーが脱退したため、それ以来メンバーが存在しない。
2010年、メンバー不在のまま8thアルバム"8"をリリース。Jeffray Arwadiによれば、「KEKALは誕生したとき以来、メンバーを含めた関係者やその生活からのエネルギーを吸収して、ひとつの独立した機関として己を維持して」きており、「公式に人間がメンバーとして在籍していなくても、存在し続けることが可能だ」という。

## 過去のメンバー
- Jeffray Arwadi：ボーカル、ギター

2006年からカナダへ移住。
- Leo Setiawan：ボーカル、ギター

アートワークを手がける。
- Azhar Levi Sianturi：ボーカル、ベース

## 音楽的特徴や影響
ブラックメタルやプログレッシヴ・ロックをはじめとしたさまざまな要素を組み合わせた音楽性が特徴である。影響を受けたアーティストとしては、Coaltar of the Deepers、シニック、ホレス・アンディ、キリング・ジョーク、アメビックス、デペッシュ・モード、デュラン・デュラン、U2、デス、フェイツ・ウォーニング、ゴッドフレッシュ、ジューダス・プリースト、アイアン・メイデン、ジョイ・ディヴィジョン、キング・クリムゾン、キャメル、メルツバウ、ゲイリー・ムーア、パラダイス・ロスト、マイルス・デイヴィス、レディオ・ヘッド、ラッシュ、トラブル、ヴォイヴォド、ビョーク、セルティック・フロスト、バソリー、ナパーム・デス、ブラック・サバスなどが挙げられている。

## ディスコグラフィー

### オリジナルアルバム
- 1998年 Beyond the Glimpse of Dreams
- 1999年 Embrace the Dead
- 2001年 The Painful Experience
- 2003年 1000 Thoughts of Violence
- 2005年 Acidity
- 2007年 The Habit of Fire
- 2008年 Audible Minority
- 2010年 8
- 2012年 Autonomy
- 2015年 Multilateral